# Stazione meteorologica di Montechiarugolo
La stazione meteorologica di Montechiarugolo è la stazione meteorologica di riferimento relativa alla località di Montechiarugolo.

## Coordinate geografiche
La stazione meteo si trova nell'Italia nord-orientale, in Emilia-Romagna, in provincia di Parma, nel comune di Montechiarugolo, a 120 metri s.l.m. e alle coordinate geografiche 44°41′N 10°25′E.

## Dati climatologici
In base alla media trentennale di riferimento 1961-1990, la temperatura media del mese più freddo, gennaio, si attesta a +0,9 °C; quella del mese più caldo, luglio, è di +23,9 °C .
| MONTECHIARUGOLO    | Mesi | Mesi | Mesi | Mesi | Mesi | Mesi | Mesi | Mesi | Mesi | Mesi | Mesi | Mesi | Stagioni | Stagioni | Stagioni | Stagioni | Anno |
| MONTECHIARUGOLO    | Gen  | Feb  | Mar  | Apr  | Mag  | Giu  | Lug  | Ago  | Set  | Ott  | Nov  | Dic  | Inv      | Pri      | Est      | Aut      | Anno |
| ------------------ | ---- | ---- | ---- | ---- | ---- | ---- | ---- | ---- | ---- | ---- | ---- | ---- | -------- | -------- | -------- | -------- | ---- |
| T. max. media (°C) | 4,6  | 7,9  | 12,7 | 18,8 | 24,2 | 29,1 | 31,6 | 30,8 | 26,6 | 19,1 | 11,2 | 6,3  | 6,3      | 18,6     | 30,5     | 19,0     | 18,6 |
| T. min. media (°C) | −2,9 | −2,0 | 2,3  | 6,0  | 10,0 | 14,4 | 16,3 | 15,7 | 12,5 | 7,8  | 4,1  | −0,5 | −1,8     | 6,1      | 15,5     | 8,1      | 7,0  |